# 波紋無線鰨
波紋無線鰨為輻鰭魚綱鰈形目鰨亞目舌鰨科的中一種，為深海魚類，分布於中西太平洋菲律賓及夏威夷海域，棲息深度282-357公尺，體長可達11.6公分，棲息在泥底質底層水域，生活習性不明。

## 扩展阅读
維基物種上的相關：波紋無線鰨